# Ethylvanilin
Ethylvanilin (systematický název 3-ethoxy-4-hydroxybenzaldehyd) je organická sloučenina (ze skupiny fenolů, aldehydů a etherů) s chemickým vzorcem (C2H5O)(HO)C6H3CHO. Molekula této bezbarvé pevné látky sestává z benzenového jádra, majícího hydroxylovou, ethoxy, a formylovou skupinu na pozicích 4, 3 a 1.

## Příprava
Ethylvanilin se připravuje vícekrokovým procesem z pyrokatecholu, počínaje ethylací, která poskytuje guethol (1). Tento ether kondenzuje s kyselinou glyoxalovou za vzniku odpovídajícího derivátu kyseliny fenylglyoxylové (2). Ten po oxidaci (3) a dekarboxylaci dává ethylvanilin (4).

## Použití
Jako ochucovadlo je ethylvanilin asi třikrát silnější než vanilin (methylvanilin), a proto se používá při výrobě čokolády.